# Chicot County
Chicot County is een county in de Amerikaanse staat Arkansas.
De county heeft een landoppervlakte van 1.668 km² en telt 14.117 inwoners (volkstelling 2000). De hoofdplaats is Lake Village.

## Plaatsen
| - Ashton - Baxter - Bellaire - Boueff - Chanticleer | - Chicot - Collins - Dermott - Endoka - Eudora | - Fairview - Gaines Landing - Grand Lake - Halley - Halley Junction | - Indian - Jennie - Lake Village - Luna - Macon Lake | - McMilan Corner - Panther Forest - Readland - Red Leaf - Shives |